# شركة العمران للصناعة والتجارة
شركة العمران للصناعة والتجارة هي شركة مساهمة سعودية مقرها الرياض مُدرجة على السوق المالية السعودية برمز 4141. تأسست برأس مال وقدره 60 مليون ريال سعودي. وتحولت من شركة مغلقة إلى شركة ذات مسئولية محدودة في العام 2003 م. يتمثل نشاط الشركة في إنتاج وصيانة الأجهزة الكهربائية بما في ذلك البرادات والغسالات.